# Platythyrea pilosula
Platythyrea pilosula är en myrart som först beskrevs av Smith 1858.  Platythyrea pilosula ingår i släktet Platythyrea och familjen myror. Inga underarter finns listade i Catalogue of Life.

## Bildgalleri

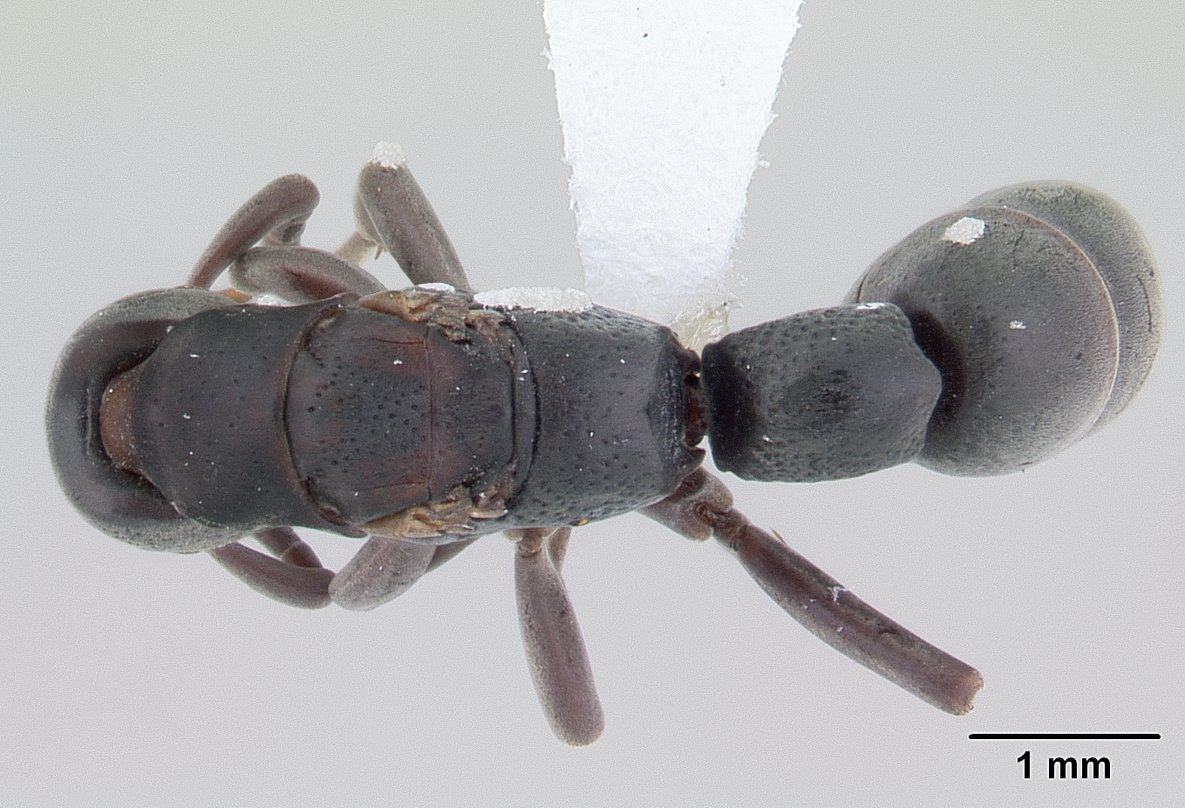
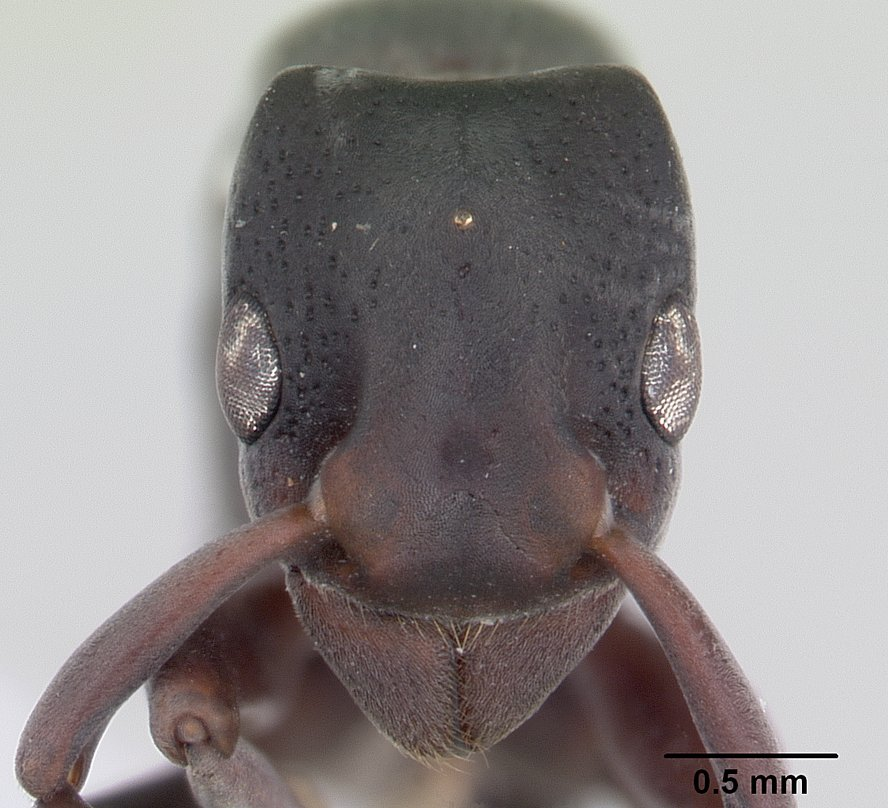
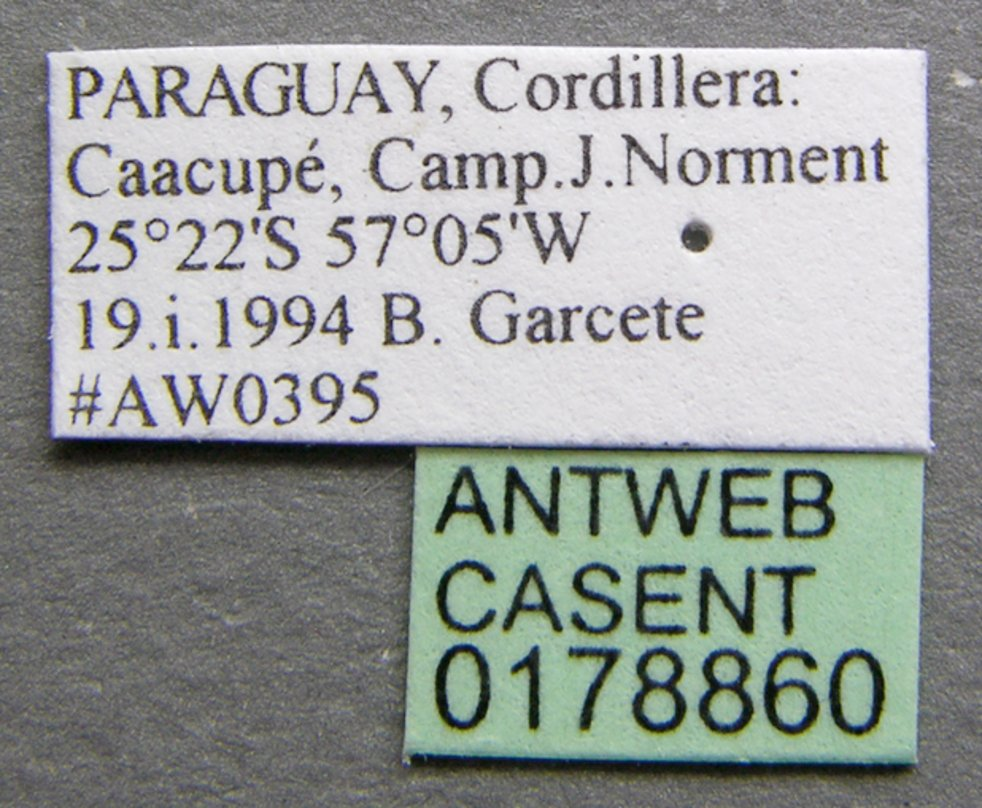
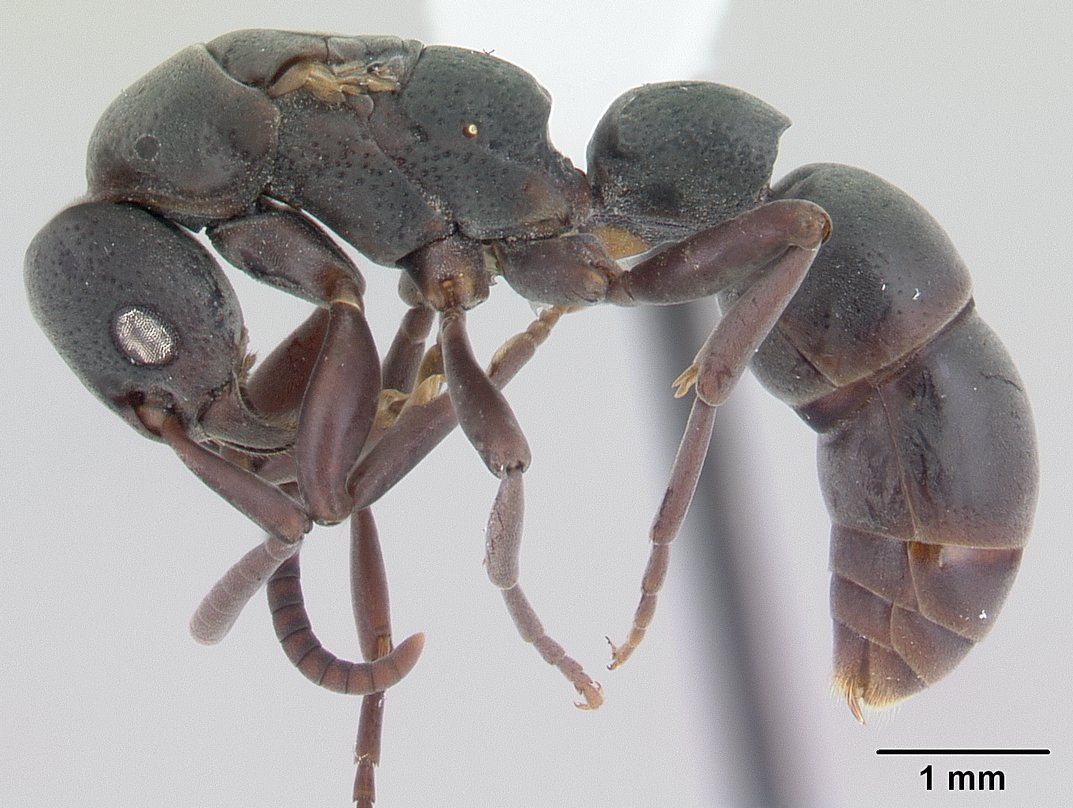
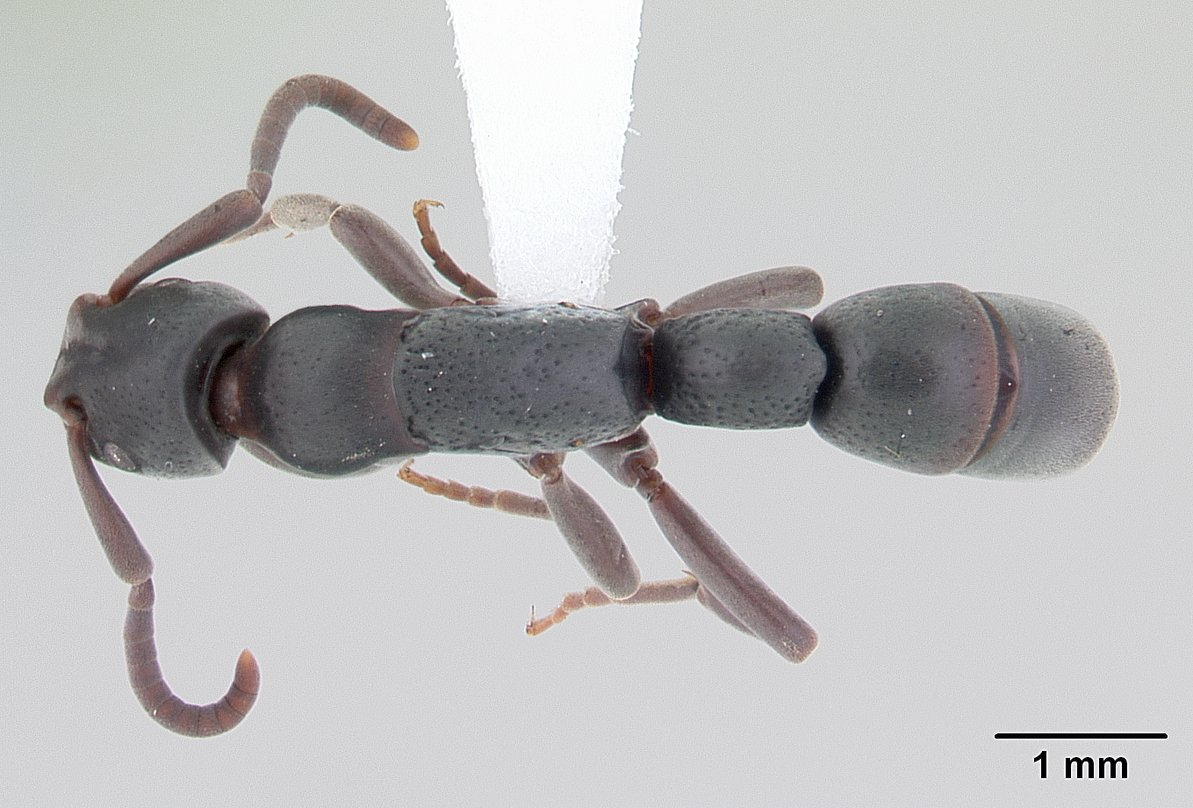
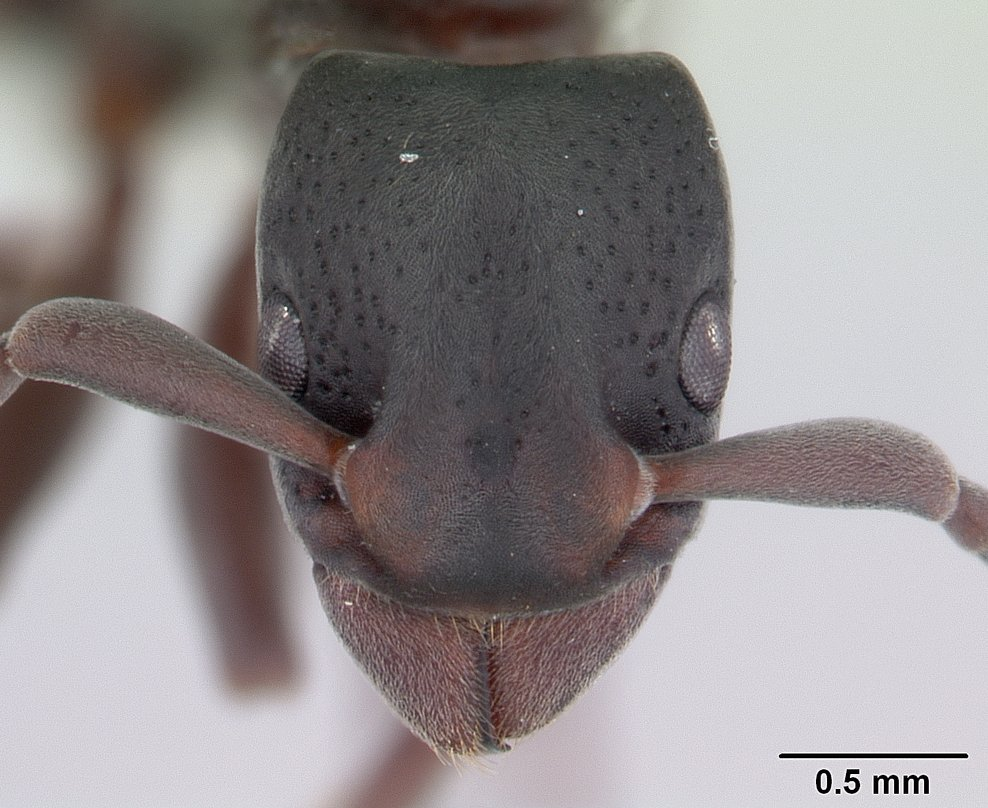